# 弗蘭德利 (馬里蘭州)
弗蘭德利（英語：Friendly）是位於美國馬里蘭州佐治王子縣的一個普查規定居民點。

## 人口
根據2020年美國人口普查的數據，弗蘭德利的面積為12.64平方千米，當中陸地面積為12.63平方千米，而水域面積為0.01平方千米。當地共有人口9937人，而人口密度為每平方千米786.16人。